# Jorge Wagner
Jorge Wagner Goés Conceição, noto come Jorge Wagner (Feira de Santana, 17 novembre 1978), è un ex calciatore brasiliano, di ruolo centrocampista.